# آرتور پارکز
آرتور پارکز (انگلیسی: Arthur Parkes؛ زادهٔ ۴ اوت ۱۸۹۷) بازیکن فوتبال اهل بریتانیا است.